# Първи принцип на термодинамиката
Първи принцип на термодинамиката – изменението на вътрешната енергия на едно тяло или система от тела→ ΔU е равно на сумата от извършената от външни сили работа върху това тяло → (А) и погълнатото от тялото количество топлина → (Q). От определението виждаме, че уравнението на първия принцип на термодинамиката придобива вида → ΔU=Q-A=U2-U1, като това равенство изразява математически първият принцип на термодинамиката. Където (U1) – вътрешната енергия на дадено тяло в началния момент, (U2) – може да бъде 1) – вътрешната енергия на даденото тяло след топлообмен, 2) – извършване на някаква механична работа или 3)-сбора от 1)+2)=3) или с думи казано сбора от вътрешната енергия на даденото тяло след процеса топлообмен и вътрешната енергия на даденото тяло след извършване на някаква механична работа. Q -погълнатото от даденото тяло количество топлина, A -извършената от външни сили работа върху това тяло. При заместване във формулата ΔU=Q-A → тъй като за повишаването на вътрешната енергия, тялото поглъща някакво количество топлина то следва, че Q ще се замести с формулата за получено количество топлина Q=c.m.Δt=c.m.(t2-t1). Където с-специфичният топлинен капацитет на това тяло, m-масата на това тяло, t1-началната температура на това тяло и t2-крайната температура на това тяло след извършване на процеса топлообмен. Работата А е положителна, тъй като от механиката знаем, че постоянна сила насочена по посока на движението извършва положителна работа. По посока на движението означава, че при пускане на тялото (без да прилагаме някаква сила), то това тяло ще се движи в някаква посока.